# Skarpnäcks folkhögskola

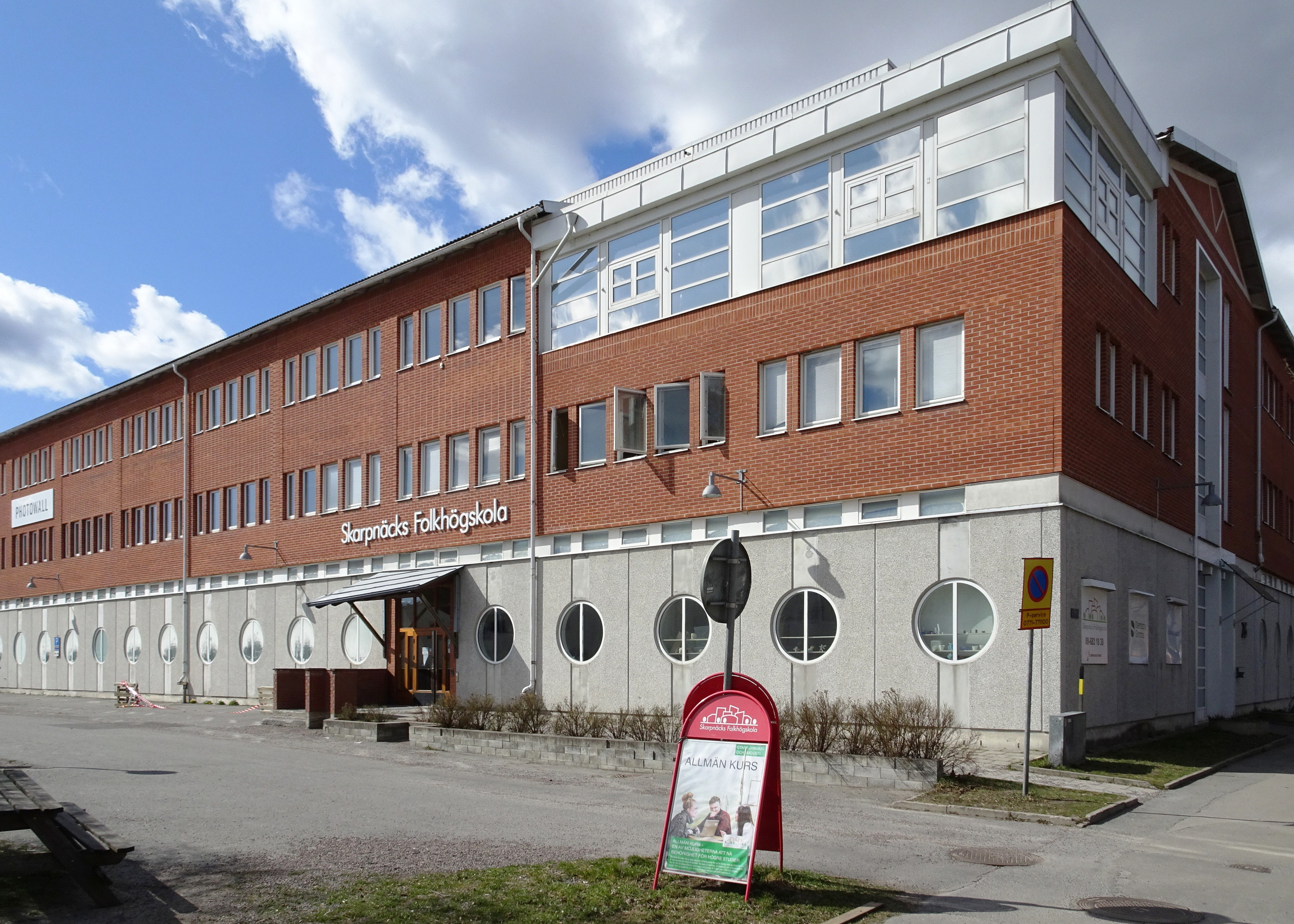
Skarpnäcks folkhögskola, april 2020.

Skarpnäcks folkhögskola grundades 1990. Huvudman är Folkuniversitetet och är Stockholms största folkhögskola. Skolan är en av två skolor i Stockholm, som ägs av Stiftelsen Stockholms folkhögskola. Skarpnäcks folkhögskola har ca 350 studerande, varav cirka 240 på plats i huset. Folkhögskolan ligger i stadsdelen Skarpnäck inom Skarpnäck företagsområde på Skarpnäcksfältet med adress Horisontvägen 26.

## Utbildningar
Skolan har en allmän kurs på 1–3 år där man kan läsa in grundläggande behörighet för högskolestudier för få en motsvarighet till gymnasieutbildning.  
På kursen Svenska som andraspråk läser man svenska på en nivå lite högre än SFI-D och har en skapande profil med bland annat ämnen som bild och form samt drama. På kursen kan du få behörighet i Svenska som andraspråk grund och nivå 1.  
Skolan har också en tvåårig fritidsledarutbildning och sedan 2024 sfinns också en socialpedagogutbildning med samma längd. Skolan har utöver detta en kurs i spanska och internationellt utvecklingssamarbete förlagd i Barcelona ett antal länder i Sydamerika som Chile, Costa Rica och Colombia. 
Hösten 2016 startade serietecknarutbildning som är en ettårig kurs i serieskapande och -berättande. Från 2022 heter utbildningen Serier, Illustration och Animation. Åren 2012–2014 drev också skolan utbildningsdelen av det romska projektet Romani Buca.
På skolan finns en mängd kulturutbildningar. Levande Verkstad-pedagog är en tvåårig utbildning på högskolenivå. Vidare finns Lust att Skapa, Livskonsten samt Projektverkstan. Flertalet kortkurser i skapande ges på loven. 
Skolan har två distansutbildningar. Den ena är projektterminen i Serier, Illustration och Animation och bygger på dina kunskaper från grundåret på Serier, Illustration och Animation. Den andra heter Skriv bättre svenska och är på halvfart. Den utvecklar skrivandet hos personer som har lärt sig svenska som vuxen. 

## Konstskolan Linnea
Skarpnäcks folkskola driver en treårig eftergymnasial konstutbildning, som är särskilt inriktad på elever med autism eller lindrig funktionsvariation, och som har rätt till insats enligt Lagen om stöd och service till vissa funktionshindrade (LSS-lagen) inom så kallad Daglig verksamhet.